# Saša Obradović

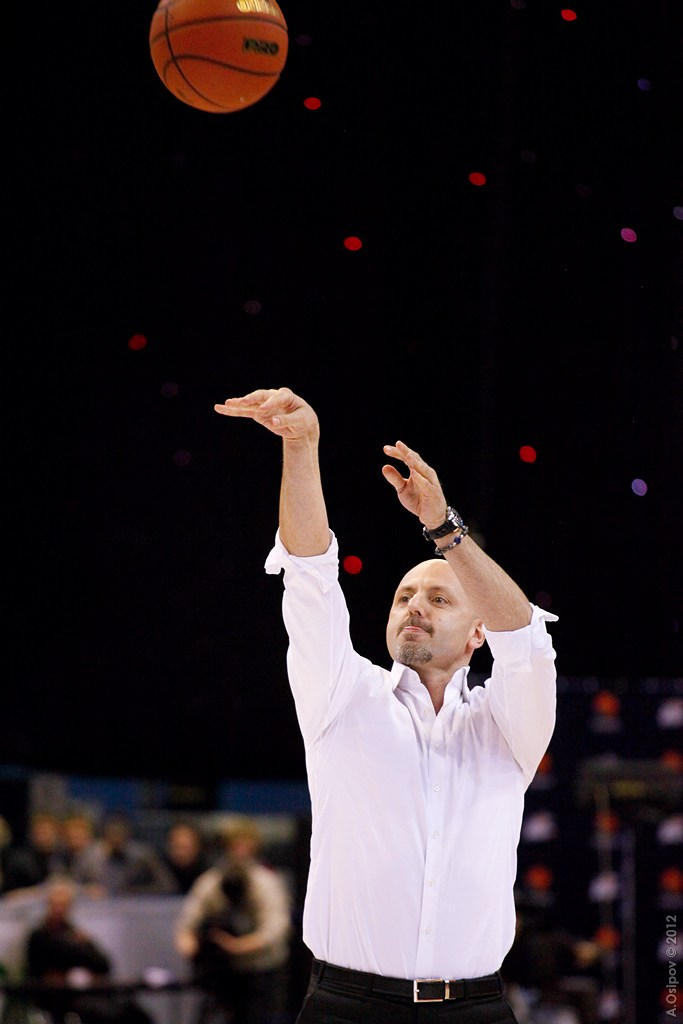
Saša Obradović 2012.

Saša Obradović, född 29 januari 1969 i Belgrad, Socialistiska republiken Serbien, SFR Jugoslavien, är en serbisk basketspelare.
Obradovićtog OS-silver 1996 i Atlanta. Detta var första gången Serbien och Montenegro inte spelade under IOC-koden YUG utan under SCG. Han vann två nationella guld tillsammans med sitt lag KK Crvena zvezda.